# Francis Dagrin
 (août 2023).
Francis Dagrin, né le 16 janvier 1966, est un syndicaliste et homme politique belge du Parti du travail de Belgique.

## Biographie
Francis Dagrin s'engage comme ouvrier chez Audi à Forest en 1981. En 2001, il devient délégué syndical de l'usine. 
Aux élections régionales du 26 mai 2019, il est élu député bruxellois sur la liste PTB. 